# Lavotchkine La-17
Le Lavotchkine La-17 (en russe : Лавочкин Ла-17) était un drone (avion sans pilote) à réaction conçu et fabriqué par le bureau d'études (OKB) Lavotchkine au début de la guerre froide. Il fut le premier drone soviétique à devenir opérationnel.

### Aéronefs comparables
- Ryan Firebee
- GAF Jindivik